# 大冶北站
大冶北站是位于中华人民共和国湖北省黄石市大冶市的一个火车站，坐落于东岳路街道新美村、五桥村和金山街道新农村之间，武黄城际铁路之上。车站设发到线5条（含正线2条），线路全长650米，站房面积约2500平方米。车站附近还建有公交枢纽中心。车站于2014年6月18日武黄城际铁路通车同时投入使用。